# Horn af Rantzien
Horn af Rantzien er en pommersk slægt, som i 17. århundrede kom over til Sverige med (den senere) rigsråd Henning Rudolf Horn og nogle af hans frænder. 
Den ældre gren uddøde 1763, en friherrelig gren eksisterede 1719—95, en anden 1763-82, en gren blev grevelig 1719, men synes at være uddød 1892. 
En adelig gren lever vedblivende, ligesom der også findes en gren, der ikke er blevet indført på Riddarhuset.